# ISimangaliso Wetland Park

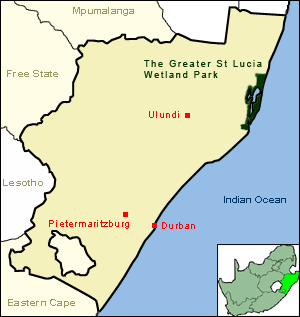
Ligging

De moeraslanden van het iSimangaliso Wetland Park (Afrikaans: iSimangaliso-vleilandpark) liggen aan de oostkust van KwaZoeloe-Natal in Zuid-Afrika, zo'n 275 kilometer ten noorden van Durban. Het moeraslandpark is het op twee na grootste park van Zuid-Afrika en omvat 280 kilometer kustlijn, van de Mozambikaanse grens in het noorden tot Mapelane ten zuiden van het estuarium van St. Lucia. Het beslaat 3280 km² aan natuurlijke ecosystemen. Het park omvat het St. Lucia wildreservaat, False Bay Park, St. Lucia Marine Reserve, Sodwana Bay National Park, Maputaland Marine Reserve, Cape Vidal, Ozabeni, Mafabeni, Tewate Wilderness Area en Mkuze wildreservaat.
Het park werd eerder Greater St. Lucia Wetland Park (Grotere St. Lucia Moeraslandpark) genoemd, maar vanwege de verwarring met het Caribische eiland Saint Lucia op 1 november 2007 hernoemd tot iSimangaliso Wetland Park. Het woord 'isimangaliso' is Zoeloes voor 'een wonder'.

## Ecosysteem
Het moerasland is een zoutwater-systeem dat bestaat uit vijf afzonderlijke ecosystemen. De systemen functioneren onafhankelijk van elkaar, maar zijn volledig met elkaar geïntegreerd. De vijf ecosystemen in het park zijn:
- het marine systeem - de warme Indische Oceaan met de meest zuidelijke koraalriffen van Afrika, ondergrondse valleien en lange zandstranden.
- de oostelijke kusten - een systeem van duinen dat bestaat uit hoge rechte duinen en subtropische bossen, grasland en moerasland.
- het merensysteem - inclusief de met het estuarium verbonden meren St. Lucia en Kosi en de vier grote zoetwatermeren van Sibaya, Ngobezeleni, Noord-Bhangazi en Zuid-Bhangazi.
- de moerassen Mkhuze en Umfolozi - met moerasbossen en grote moerassen van riet en papyrus.
- de westelijke kusten - inclusief antieke terrassen en droge savanne wouden.

## Geschiedenis
- 1822: de stad St. Lucia wordt door het Verenigd Koninkrijk opgericht.
- 1895: St. Lucia wildreservaat, 30 kilometer ten noorden van de stad.
- 1971: St. Lucia Meer en de schildpad kusten en koraalriffen van Maputaland worden opgenomen op de lijst van Convention on Wetlands of International Importance (Conventie van Ramsar).
- 1999: in december wordt iSimangoliso opgenomen op de Werelderfgoedlijst van UNESCO
- 2025: iSimangaliso Wetland Park - Maputo National Park (Mozambique) wordt als grensoverschrijdende uitbreiding van iSimangaliso herkend tijdens de 47e sessie van de Commissie voor het Werelderfgoed in juli